# FC Vsetín
FC Fastav Vsetín (celým názvem: Football Club Fastav Vsetín) je český fotbalový klub, který sídlí ve Vsetíně ve Zlínském kraji. Založen byl v roce 1905. Jeho největším úspěchem je účast v celkem 10 ročnících 2. nejvyšší soutěže (1940/41 – 1946/47, 1951, 1966/67, 1977/78 a 1978/79) a taktéž postup do 4. kola Československého poháru na podzim 1966, kdy jej vyřadil až úřadující mistr ligy Dukla Praha. Od sezóny 2017/18 působí v Divizi E (4. nejvyšší soutěž). Klubové barvy jsou červená a bílá.
Své domácí zápasy odehrává na fotbalovém stadionu na Tyršově ulici s kapacitou 1 000 diváků.

## Historie
Vsetínská fotbalová historie začala v roce 1905, kdy vznikl Valašský fotbalový klub Vsetín. V roce 1920 byly založeny kluby SK Vsetín a SK Viktorie Vsetín, které se později sloučily. V roce 1939 vznikla SK Valašská Sparta Vsetín, účastník Moravskoslezské divize. V roce 1940 byl opětovně založen klub SK Vsetín, jehož nástupcem se v roce 1950 stal nový oddíl Dynamo Vsetín. V roce 1953 došlo k rozdělení oddílu a vznikly nové kluby Spartak Zbrojovka Vsetín a Spartak MEZ Vsetín.
V těchto letech vyrůstal oběma celkům vážný konkurent v Rudé hvězdě Vsetín. Tento vojenský celek se v krátké době zařadil mezi nejlepší mužstva v Severomoravském kraji. Závěrem sezony 1963/64 byla rušena vojenská posádka ve Vsetíně a tímto opatřením splynula Rudá hvězda Vsetín se Spartakem Zbrojovka Vsetín. Tento sloučený celek v sezoně 1965/66 vyhrál Divizi D (tehdy 3. liga) a postoupil do 2. ligy. Po ročním působení v této soutěži (1966/67) tým sestoupil a stal se dlouholetým účastníkem 3. ligy.
K dalším významným úspěchům se řadí v témže roce především vyřazení slavného ŠK Slovan Bratislava v 1. kole Československého poháru. Toto pohárové utkání se hrálo ve středu 10. srpna 1966 a vsetínští v něm proti Slovanu v kompletní sestavě (až na Jokla) po poločase senzačně vedli 2:0. Favorit však nakonec přece jen vyrovnal a došlo na penalty. Oba exekutoři, domácí J. Trochta a hostující Obert, se z pěti pokusů ani jednou nezmýlili a vše rozťal los, v němž byli domácí šťastnější. V druhém kole nastoupil ve středu 24. srpna 1966 na hřišti třetiligové Dukly Olomouc a po výsledku 1:1 (poločas 0:0) přišel na řadu opět penaltový rozstřel. Skončil 4:4 a losem postoupil Vsetín. Ve třetím kole zajížděli ve středu 31. srpna 1966 vsetínští fotbalisté do Bohumína, kde zvítězili nad domácím třetiligovým účastníkem 2:1 (poločas 2:0). Ve čtvrtém kole již mužstvo nestačilo na pozdějšího vítěze a obhájce trofeje Duklu Praha, kterému podlehlo ve středu 12. října 1966 těsně 1:2 (poločas 1:1, domácí poslal do vedení ve 4. minutě Kopecký, ve 29. minutě vyrovnal Jelínek a v 52. minutě si domácí Horňák vstřelil vlastní gól). Toto utkání rozhodoval sudí Kusák a přihlíželo mu 4 500 diváků.
V roce 1993 následoval sestup do divize a o dva roky později do krajského přeboru. Nutno dodat, že na těchto okolnostech se především podepsal výrazný vzestup hokejového klubu Vsetín, který v této době postoupil do extraligy a většina sponzorů obrátila své aktivity tímto směrem. V roce 1995 zanikly oddíly Zbrojovka Vsetín a MEZ Vsetín a vznikl nový klub FC Vsetín, který po dlouhých třinácti letech nahlédl v sezóně 2007/08 opět do divize, v níž se ale vůbec neohřál, a po jednoročním působení sestoupil zpět do krajského přeboru.

## Historické názvy
Zdroj: 
- 1905 – VFK Vsetín (Valašský fotbalový klub Vsetín)
- 1920 – SK Vsetín (Sportovní klub Vsetín)
- 1948 – JTO Sokol Vsetín (Jednotná tělovýchovná organisace Sokol Vsetín)
- 1950 – ZSJ Dynamo Vsetín (Závodní sokolská jednota Dynamo Vsetín)
- 1953 – rozdělení Dynama na MEZ Vsetín a Zbrojovku Vsetín ⇒ DSO Spartak Zbrojovka Vsetín (Dobrovolná sportovní organisace Spartak Zbrojovka Vsetín)
- 1957 – TJ Spartak Zbrojovka Vsetín (Tělovýchovná jednota Spartak Zbrojovka Vsetín)
- 1964 – fúze s Rudou hvězdou Vsetín ⇒ TJ Spartak Vsetín (Tělovýchovná jednota Spartak Vsetín)
- 1968 – TJ Zbrojovka Vsetín (Tělovýchovná jednota Zbrojovka Vsetín)
- 1995 – fúze s MEZ Vsetín ⇒ FC Vsetín (Football Club Vsetín)
- FC Vsetín (Football Club Vsetín) ⇒ FC Fastav Vsetín (celým názvem: Football Club Fastav Vsetín)

## Umístění v jednotlivých sezonách
Stručný přehled
Zdroj: 
- 1940–1947: Moravskoslezská divize
- 1947–1948: I. A třída SŽF
- 1948–1949: Moravskoslezská divize – sk. Sever
- 1951: Krajská soutěž – Gottwaldov
- 1953–1954: Krajská soutěž – Gottwaldov
- 1957–1958: Oblastní soutěž – sk. D
- 1958–1960: I. A třída Gottwaldovského kraje
- 1960–1965: Severomoravský krajský přebor
- 1965–1966: Divize D
- 1966–1967: II. liga – sk. B
- 1967–1969: Divize D
- 1969–1977: III. liga – sk. B
- 1977–1979: ČNFL – sk. B
- 1979–1981: Divize D
- 1981–1984: II. ČNFL – sk. B
- 1984–1985: Divize D
- 1985–1986: Severomoravský krajský přebor – sk. B
- 1986–1990: Severomoravský krajský přebor
- 1990–1991: Divize D
- 1991–1993: Středomoravský župní přebor
- 1993–1994: Divize D
- 1994–1996: Středomoravský župní přebor
- 1996–1999: I. A třída Středomoravské župy – sk. A
- 1999–2000: Středomoravský župní přebor
- 2000–2001: I. A třída Středomoravské župy – sk. A
- 2001–2002: Středomoravský župní přebor
- 2002–2003: Přebor Zlínského kraje
- 2003–2004: I. A třída Zlínského kraje – sk. A
- 2004–2007: Přebor Zlínského kraje
- 2007–2008: Divize E
- 2008–2013: Přebor Zlínského kraje
- 2013–2014: I. A třída Zlínského kraje – sk. A
- 2014–2015: Přebor Zlínského kraje
- 2015–2016: Divize E
- 2016–2017: Přebor Zlínského kraje
- 2017–2025: Divize E
- 2025–: Moravskoslezská fotbalová liga

Jednotlivé ročníky
Zdroj: 
Legenda: Z - zápasy, V - výhry, R - remízy, P - porážky, VG - vstřelené góly, OG - obdržené góly, +/- - rozdíl skóre, B - body, červené podbarvení - sestup, zelené podbarvení - postup, fialové podbarvení - reorganizace, změna skupiny či soutěže
| Protektorát Čechy a Morava (1940 – 1944) |                                                                  |                                                                  |                                                                  |                                                                  |                                                                  |                                                                  |                                                                  |                                                                  |                                                                  |                                                                  |                                                                  |
| Sezóny                                   | Liga                                                             | Úroveň                                                           | Z                                                                | V                                                                | R                                                                | P                                                                | VG                                                               | OG                                                               | +/-                                                              | B                                                                | Pozice                                                           |
| 1940/41                                  | Moravskoslezská divize                                           | 2                                                                | 26                                                               | 10                                                               | 4                                                                | 12                                                               | 66                                                               | 81                                                               | −15                                                              | 24                                                               | 9.                                                               |
| 1941/42                                  | Moravskoslezská divize                                           | 2                                                                | 26                                                               | 11                                                               | 2                                                                | 13                                                               | 69                                                               | 75                                                               | −6                                                               | 24                                                               | 8.                                                               |
| 1942/43                                  | Moravskoslezská divize                                           | 2                                                                | 26                                                               | 13                                                               | 6                                                                | 7                                                                | 78                                                               | 61                                                               | +17                                                              | 32                                                               | 4.                                                               |
| 1943/44                                  | Moravskoslezská divize                                           | 2                                                                | 26                                                               | 7                                                                | 7                                                                | 12                                                               | 51                                                               | 83                                                               | −32                                                              | 21                                                               | 11.                                                              |
| 1944/45                                  | Fotbalová liga se nehrála, stejně tak i nižší fotbalové soutěže. | Fotbalová liga se nehrála, stejně tak i nižší fotbalové soutěže. | Fotbalová liga se nehrála, stejně tak i nižší fotbalové soutěže. | Fotbalová liga se nehrála, stejně tak i nižší fotbalové soutěže. | Fotbalová liga se nehrála, stejně tak i nižší fotbalové soutěže. | Fotbalová liga se nehrála, stejně tak i nižší fotbalové soutěže. | Fotbalová liga se nehrála, stejně tak i nižší fotbalové soutěže. | Fotbalová liga se nehrála, stejně tak i nižší fotbalové soutěže. | Fotbalová liga se nehrála, stejně tak i nižší fotbalové soutěže. | Fotbalová liga se nehrála, stejně tak i nižší fotbalové soutěže. | Fotbalová liga se nehrála, stejně tak i nižší fotbalové soutěže. |
| Československo (1945 – 1993)             |                                                                  |                                                                  |                                                                  |                                                                  |                                                                  |                                                                  |                                                                  |                                                                  |                                                                  |                                                                  |                                                                  |
| Sezóna                                   | Liga                                                             | Úroveň                                                           | Z                                                                | V                                                                | R                                                                | P                                                                | VG                                                               | OG                                                               | +/-                                                              | B                                                                | Pozice                                                           |
| 1945/46                                  | Moravskoslezská divize                                           | 2                                                                | 30                                                               | 13                                                               | 5                                                                | 12                                                               | 92                                                               | 83                                                               | +9                                                               | 31                                                               | 9.                                                               |
| 1946/47                                  | Moravskoslezská divize                                           | 2                                                                | 26                                                               | 9                                                                | 4                                                                | 13                                                               | 63                                                               | 82                                                               | −19                                                              | 31                                                               | 12.                                                              |
| 1947/48                                  | I. A třída SŽF                                                   | 3                                                                | 26                                                               | 19                                                               | 1                                                                | 6                                                                | 98                                                               | 45                                                               | +53                                                              | 39                                                               | 2.                                                               |
| 1948                                     | Moravskoslezská divize – sk. Sever                               | 3                                                                | 11                                                               | 3                                                                | 3                                                                | 5                                                                | 24                                                               | 23                                                               | +1                                                               | 9                                                                | 8.                                                               |
| ...                                      |                                                                  |                                                                  |                                                                  |                                                                  |                                                                  |                                                                  |                                                                  |                                                                  |                                                                  |                                                                  |                                                                  |
| 1951                                     | Krajská soutěž – Gottwaldov                                      | 2                                                                | 17                                                               | 5                                                                | 3                                                                | 9                                                                | 43                                                               | 53                                                               | −10                                                              | 13                                                               | 8.                                                               |
| ...                                      |                                                                  |                                                                  |                                                                  |                                                                  |                                                                  |                                                                  |                                                                  |                                                                  |                                                                  |                                                                  |                                                                  |
| 1953                                     | Krajská soutěž – Gottwaldov                                      | 3                                                                | 11                                                               | 7                                                                | 1                                                                | 3                                                                | 29                                                               | 19                                                               | +10                                                              | 15                                                               | 2.                                                               |
| 1954                                     | Krajská soutěž – Gottwaldov                                      | 3                                                                | 22                                                               | 7                                                                | 3                                                                | 12                                                               | 39                                                               | 55                                                               | −16                                                              | 17                                                               | 10.                                                              |
| ...                                      |                                                                  |                                                                  |                                                                  |                                                                  |                                                                  |                                                                  |                                                                  |                                                                  |                                                                  |                                                                  |                                                                  |
| 1957/58                                  | Oblastní soutěž – sk. D                                          | 3                                                                | 33                                                               | 5                                                                | 7                                                                | 21                                                               | 41                                                               | 73                                                               | −32                                                              | 17                                                               | 11.                                                              |
| 1958/59                                  | I. A třída Gottwaldovského kraje                                 | 4                                                                | 22                                                               | ...                                                              | ...                                                              | ...                                                              | ...                                                              | ...                                                              | ...                                                              |                                                                  | 1.                                                               |
| 1959/60                                  | I. A třída Gottwaldovského kraje                                 | 4                                                                | 22                                                               | 13                                                               | 7                                                                | 2                                                                | 51                                                               | 18                                                               | +33                                                              | 33                                                               | 1.                                                               |
| 1960/61                                  | Severomoravský krajský přebor                                    | 3                                                                | 26                                                               | 11                                                               | 7                                                                | 8                                                                | 58                                                               | 38                                                               | +20                                                              | 29                                                               | 5.                                                               |
| 1961/62                                  | Severomoravský krajský přebor                                    | 3                                                                | 26                                                               | 11                                                               | 3                                                                | 12                                                               | 44                                                               | 43                                                               | +1                                                               | 25                                                               | 9.                                                               |
| 1962/63                                  | Severomoravský krajský přebor                                    | 3                                                                | 26                                                               | 10                                                               | 3                                                                | 13                                                               | 49                                                               | 56                                                               | −7                                                               | 23                                                               | 9.                                                               |
| 1963/64                                  | Severomoravský krajský přebor                                    | 3                                                                | 26                                                               | 5                                                                | 3                                                                | 18                                                               | 26                                                               | 77                                                               | −51                                                              | 13                                                               | 14.                                                              |
| 1964/65                                  | Severomoravský krajský přebor                                    | 3                                                                | 26                                                               | 15                                                               | 5                                                                | 6                                                                | 67                                                               | 26                                                               | +41                                                              | 35                                                               | 3.                                                               |
| 1965/66                                  | Divize D                                                         | 3                                                                | 26                                                               | 13                                                               | 8                                                                | 5                                                                | 44                                                               | 27                                                               | +17                                                              | 34                                                               | 1.                                                               |
| 1966/67                                  | II. liga – sk. B                                                 | 2                                                                | 26                                                               | 5                                                                | 5                                                                | 16                                                               | 22                                                               | 49                                                               | −27                                                              | 15                                                               | 14.                                                              |
| 1967/68                                  | Divize D                                                         | 3                                                                | 26                                                               | 16                                                               | 7                                                                | 3                                                                | 49                                                               | 22                                                               | +27                                                              | 39                                                               | 2.                                                               |
| 1968/69                                  | Divize D                                                         | 3                                                                | 26                                                               | 14                                                               | 9                                                                | 3                                                                | 38                                                               | 19                                                               | +19                                                              | 37                                                               | 1.                                                               |
| 1969/70                                  | III. liga – sk. B                                                | 3                                                                | 30                                                               | 11                                                               | 11                                                               | 8                                                                | 46                                                               | 31                                                               | +15                                                              | 33                                                               | 7.                                                               |
| 1970/71                                  | III. liga – sk. B                                                | 3                                                                | 30                                                               | 15                                                               | 7                                                                | 8                                                                | 44                                                               | 32                                                               | +12                                                              | 37                                                               | 4.                                                               |
| 1971/72                                  | III. liga – sk. B                                                | 3                                                                | 30                                                               | 11                                                               | 8                                                                | 11                                                               | 45                                                               | 42                                                               | +3                                                               | 30                                                               | 7.                                                               |
| 1972/73                                  | III. liga – sk. B                                                | 3                                                                | 30                                                               | 13                                                               | 6                                                                | 11                                                               | 42                                                               | 34                                                               | +8                                                               | 32                                                               | 6.                                                               |
| 1973/74                                  | III. liga – sk. B                                                | 3                                                                | 30                                                               | 13                                                               | 11                                                               | 6                                                                | 43                                                               | 33                                                               | +10                                                              | 37                                                               | 3.                                                               |
| 1974/75                                  | III. liga – sk. B                                                | 3                                                                | 30                                                               | 10                                                               | 7                                                                | 13                                                               | 26                                                               | 39                                                               | −13                                                              | 27                                                               | 12.                                                              |
| 1975/76                                  | III. liga – sk. B                                                | 3                                                                | 30                                                               | 12                                                               | 3                                                                | 15                                                               | 37                                                               | 48                                                               | −11                                                              | 27                                                               | 12.                                                              |
| 1976/77                                  | III. liga – sk. B                                                | 3                                                                | 30                                                               | 12                                                               | 9                                                                | 9                                                                | 36                                                               | 41                                                               | −5                                                               | 33                                                               | 10.                                                              |
| 1977/78                                  | ČNFL – sk. B                                                     | 2                                                                | 30                                                               | 12                                                               | 4                                                                | 14                                                               | 34                                                               | 59                                                               | −25                                                              | 28                                                               | 13.                                                              |
| 1978/79                                  | ČNFL – sk. B                                                     | 2                                                                | 30                                                               | 8                                                                | 7                                                                | 15                                                               | 25                                                               | 47                                                               | −22                                                              | 23                                                               | 16.                                                              |
| 1979/80                                  | Divize D                                                         | 3                                                                | 30                                                               | 12                                                               | 8                                                                | 10                                                               | 45                                                               | 36                                                               | +9                                                               | 32                                                               | 5.                                                               |
| 1980/81                                  | Divize D                                                         | 3                                                                | 30                                                               | 14                                                               | 11                                                               | 5                                                                | 42                                                               | 32                                                               | +10                                                              | 39                                                               | 4.                                                               |
| 1981/82                                  | II. ČNFL – sk. B                                                 | 3                                                                | 30                                                               | 13                                                               | 4                                                                | 13                                                               | 35                                                               | 30                                                               | +5                                                               | 30                                                               | 7.                                                               |
| 1982/83                                  | II. ČNFL – sk. B                                                 | 3                                                                | 30                                                               | 11                                                               | 6                                                                | 13                                                               | 37                                                               | 45                                                               | −8                                                               | 28                                                               | 11.                                                              |
| 1983/84                                  | II. ČNFL – sk. B                                                 | 3                                                                | 30                                                               | 4                                                                | 2                                                                | 24                                                               | 29                                                               | 53                                                               | −24                                                              | 10                                                               | 16.                                                              |
| 1984/85                                  | Divize D                                                         | 4                                                                | 30                                                               | 9                                                                | 5                                                                | 16                                                               | 31                                                               | 51                                                               | −20                                                              | 23                                                               | 15.                                                              |
| 1985/86                                  | Severomoravský krajský přebor – sk. B                            | 5                                                                | ...                                                              | ...                                                              | ...                                                              | ...                                                              | ...                                                              | ...                                                              | ...                                                              | ...                                                              |                                                                  |
| 1986/87                                  | Severomoravský krajský přebor                                    | 5                                                                | 30                                                               | 18                                                               | 6                                                                | 6                                                                | 53                                                               | 20                                                               | +33                                                              | 42                                                               | 2.                                                               |
| 1987/88                                  | Severomoravský krajský přebor                                    | 5                                                                | 30                                                               | 16                                                               | 4                                                                | 10                                                               | 57                                                               | 42                                                               | +15                                                              | 36                                                               | 3.                                                               |
| 1988/89                                  | Severomoravský krajský přebor                                    | 5                                                                | 30                                                               | 14                                                               | 6                                                                | 10                                                               | 53                                                               | 40                                                               | +13                                                              | 34                                                               | 2.                                                               |
| 1989/90                                  | Severomoravský krajský přebor                                    | 5                                                                | ...                                                              | ...                                                              | ...                                                              | ...                                                              | ...                                                              | ...                                                              | ...                                                              | ...                                                              | 1.                                                               |
| 1990/91                                  | Divize D                                                         | 4                                                                | 30                                                               | 9                                                                | 6                                                                | 15                                                               | 35                                                               | 62                                                               | −27                                                              | 24                                                               | 16.                                                              |
| 1991/92                                  | Středomoravský župní přebor                                      | 5                                                                | 26                                                               | 20                                                               | 1                                                                | 5                                                                | 84                                                               | 27                                                               | +57                                                              | 41                                                               | 2.                                                               |
| 1992/93                                  | Středomoravský župní přebor                                      | 5                                                                | 26                                                               | 17                                                               | 6                                                                | 3                                                                | 51                                                               | 21                                                               | +30                                                              | 40                                                               | 1.                                                               |
| Česko (1993 – )                          |                                                                  |                                                                  |                                                                  |                                                                  |                                                                  |                                                                  |                                                                  |                                                                  |                                                                  |                                                                  |                                                                  |
| Sezóna                                   | Liga                                                             | Úroveň                                                           | Z                                                                | V                                                                | R                                                                | P                                                                | VG                                                               | OG                                                               | +/-                                                              | B                                                                | Pozice                                                           |
| 1993/94                                  | Divize D                                                         | 4                                                                | 30                                                               | 1                                                                | 6                                                                | 23                                                               | 20                                                               | 82                                                               | −62                                                              | 8                                                                | 16.                                                              |
| 1994/95                                  | Středomoravský župní přebor                                      | 5                                                                | 30                                                               | 6                                                                | 2                                                                | 22                                                               | 21                                                               | 91                                                               | −70                                                              | 20                                                               | 16.                                                              |
| 1995/96                                  | Středomoravský župní přebor                                      | 5                                                                | 30                                                               | 14                                                               | 4                                                                | 12                                                               | 48                                                               | 48                                                               | 0                                                                | 46                                                               | 7.                                                               |
| 1996/97                                  | I. A třída Středomoravské župy – sk. A                           | 6                                                                | 26                                                               | 13                                                               | 5                                                                | 8                                                                | 46                                                               | 31                                                               | +15                                                              | 44                                                               | 3.                                                               |
| 1997/98                                  | I. A třída Středomoravské župy – sk. A                           | 6                                                                | 26                                                               | 6                                                                | 5                                                                | 15                                                               | 29                                                               | 46                                                               | −17                                                              | 23                                                               | 13.                                                              |
| 1998/99                                  | I. A třída Středomoravské župy – sk. A                           | 6                                                                | 26                                                               | 19                                                               | 2                                                                | 5                                                                | 60                                                               | 25                                                               | +35                                                              | 59                                                               | 1.                                                               |
| 1999/00                                  | Středomoravský župní přebor                                      | 5                                                                | 30                                                               | 7                                                                | 7                                                                | 16                                                               | 33                                                               | 51                                                               | −18                                                              | 28                                                               | 14.                                                              |
| 2000/01                                  | I. A třída Středomoravské župy – sk. A                           | 6                                                                | 26                                                               | ...                                                              | ...                                                              | ...                                                              | ...                                                              | ...                                                              | ...                                                              |                                                                  | 1.                                                               |
| 2001/02                                  | Středomoravský župní přebor                                      | 5                                                                | 30                                                               | 11                                                               | 3                                                                | 16                                                               | 35                                                               | 54                                                               | −19                                                              | 36                                                               | 12.                                                              |
| 2002/03                                  | Přebor Zlínského kraje                                           | 5                                                                | 30                                                               | 9                                                                | 9                                                                | 12                                                               | 53                                                               | 60                                                               | −7                                                               | 36                                                               | 14.                                                              |
| 2003/04                                  | I. A třída Zlínského kraje – sk. A                               | 6                                                                | 26                                                               | 17                                                               | 3                                                                | 6                                                                | 70                                                               | 37                                                               | +33                                                              | 54                                                               | 1.                                                               |
| 2004/05                                  | Přebor Zlínského kraje                                           | 5                                                                | 30                                                               | 11                                                               | 6                                                                | 13                                                               | 45                                                               | 52                                                               | −7                                                               | 39                                                               | 12.                                                              |
| 2005/06                                  | Přebor Zlínského kraje                                           | 5                                                                | 30                                                               | 14                                                               | 6                                                                | 10                                                               | 60                                                               | 48                                                               | +12                                                              | 48                                                               | 6.                                                               |
| 2006/07                                  | Přebor Zlínského kraje                                           | 5                                                                | 28                                                               | 18                                                               | 4                                                                | 6                                                                | 59                                                               | 34                                                               | +25                                                              | 58                                                               | 1.                                                               |
| 2007/08                                  | Divize E                                                         | 4                                                                | 30                                                               | 6                                                                | 6                                                                | 18                                                               | 29                                                               | 60                                                               | −31                                                              | 24                                                               | 16.                                                              |
| 2008/09                                  | Přebor Zlínského kraje                                           | 5                                                                | 30                                                               | 15                                                               | 6                                                                | 9                                                                | 55                                                               | 45                                                               | +10                                                              | 51                                                               | 4.                                                               |
| 2009/10                                  | Přebor Zlínského kraje                                           | 5                                                                | 30                                                               | 9                                                                | 5                                                                | 16                                                               | 46                                                               | 63                                                               | −17                                                              | 32                                                               | 14.                                                              |
| 2010/11                                  | Přebor Zlínského kraje                                           | 5                                                                | 30                                                               | 12                                                               | 6                                                                | 12                                                               | 36                                                               | 44                                                               | −8                                                               | 42                                                               | 9.                                                               |
| 2011/12                                  | Přebor Zlínského kraje                                           | 5                                                                | 30                                                               | 11                                                               | 6                                                                | 13                                                               | 36                                                               | 53                                                               | −17                                                              | 39                                                               | 11.                                                              |
| 2012/13                                  | Přebor Zlínského kraje                                           | 5                                                                | 26                                                               | 7                                                                | 2                                                                | 17                                                               | 26                                                               | 52                                                               | −26                                                              | 23                                                               | 13.                                                              |
| 2013/14                                  | I. A třída Zlínského kraje – sk. A                               | 6                                                                | 26                                                               | 20                                                               | 4                                                                | 2                                                                | 89                                                               | 27                                                               | +62                                                              | 64                                                               | 1.                                                               |
| 2014/15                                  | Přebor Zlínského kraje                                           | 5                                                                | 26                                                               | 21                                                               | 0 / 1                                                            | 4                                                                | 70                                                               | 23                                                               | +47                                                              | 64                                                               | 1.                                                               |
| 2015/16                                  | Divize E                                                         | 4                                                                | 30                                                               | 7                                                                | 7                                                                | 16                                                               | 28                                                               | 46                                                               | −18                                                              | 28                                                               | 16.                                                              |
| 2016/17                                  | Přebor Zlínského kraje                                           | 5                                                                | 26                                                               | 13                                                               | 4 / 2                                                            | 7                                                                | 57                                                               | 29                                                               | +28                                                              | 49                                                               | 4.                                                               |
| 2017/18                                  | Divize E                                                         | 4                                                                | 30                                                               | 11                                                               | 4                                                                | 15                                                               | 31                                                               | 35                                                               | −4                                                               | 37                                                               | 11.                                                              |
| 2018/19                                  | Divize E                                                         | 4                                                                | 30                                                               | 11                                                               | 5                                                                | 14                                                               | 48                                                               | 53                                                               | −5                                                               | 38                                                               | 10.                                                              |
| ** 2019/20                               | Divize E                                                         | 4                                                                | 13                                                               | 6                                                                | 4                                                                | 3                                                                | 16                                                               | 15                                                               | +1                                                               | 22                                                               | 5.                                                               |
| ** 2020/21                               | Divize E                                                         | 4                                                                | 10                                                               | 3                                                                | 4                                                                | 3                                                                | 12                                                               | 10                                                               | +2                                                               | 13                                                               | 8.                                                               |
| 2021/22                                  | Divize E                                                         | 4                                                                | 26                                                               | 10                                                               | 8                                                                | 8                                                                | 36                                                               | 40                                                               | −4                                                               | 38                                                               | 5.                                                               |
| 2022/23                                  | Divize E                                                         | 4                                                                | 26                                                               | 8                                                                | 6                                                                | 12                                                               | 32                                                               | 37                                                               | −4                                                               | 30                                                               | 9.                                                               |
| 2023/24                                  | Divize E                                                         | 4                                                                | 30                                                               | 17                                                               | 6                                                                | 7                                                                | 62                                                               | 33                                                               | +29                                                              | 57                                                               | 4.                                                               |
| 2024/25                                  | Divize E                                                         | 4                                                                | 28                                                               | 23                                                               | 4                                                                | 1                                                                | 75                                                               | 22                                                               | +53                                                              | 73                                                               | 1.                                                               |

Poznámky:
- 1963/64: Klub se po sezoně spojil s Rudou hvězdou Vsetín (RH startovala ve stejné soutěži a skončila na 2. místě za postupujícím Baníkem Ostrava „B“), čímž si Spartak uchoval příslušnost v soutěži.
- 1964/65: Po sezóně proběhla reorganizace nižších soutěží.
- 1976/77: Po sezóně proběhla reorganizace nižších soutěží, 3. liga byla zrušena - prvních 9 mužstev postupovalo do 1. ČNFL (2. nejvyšší soutěž), zbylá mužstva sestoupila do příslušných divizních skupin (nově 3. nejvyšší soutěž).
- 1980/81: Po sezóně byla provedena reorganizace nižších soutěží, Divize D je od sezóny 1981/82 jednou ze skupin 4. nejvyšší soutěže. Vzhledem ke zmiňované reorganizaci postoupila 4 mužstva, fakticky však hrála dále v jedné ze skupin 3. nejvyšší soutěže.
- 2014/15: Od sezony 2014/15 se hraje ve Zlínském kraji tímto způsobem: Pokud zápas skončí nerozhodně, kope se penaltový rozstřel. Jeho vítěz bere 2 body, poražený pak jeden bod. Za výhru po 90 minutách jsou 3 body, za prohru po 90 minutách není žádný bod.

**= soutěž předčasně ukončena z důvodu pandemie covidu-19